# Flint Fireforge
Flint Fireforge es un enano de las colinas, del ficticio continente Ansalon (Dragonlance).
Flint Fireforge era un enano de las colinas, que llegó a ser héroe en la Guerra de la Lanza. Gruñón y cascarrabias, siente temor a los botes y barcos de toda índole desde que Caramon volcara uno en un día de pesca. Su arma preferida es un hacha de guerra, y desde que Tasslehoff lo encontrara para él, lleva también un casco con una melena de pelo de caballo (aunque Flint siempre asegura que es de grifo, ya que es alérgico al pelo de caballo y la melena del casco no le hacía estornudar). 
Flint es siempre testarudo, pero oculta un lado afable. En múltiples ocasiones lo demuestra, cuando el kender, Tasslehoff Burrfoot, le hace enfadar o le quita algo, ya que Flint monta en cólera. Sin embargo, cuando el kender está en peligro, es Flint el primero en acudir en su ayuda.
Posiblemente enemistado con alguien de su clan, Flint se marchó, teniendo mediana edad, a vivir a Solace, donde instaló un negocio, concretamente una herrería (uno de los pocos edificios de Solace que estaba en el suelo). Durante uno de sus viajes de negocios, en este caso a Qualinost (hecho excepcional, pues los elfos prohibían la entrada a casi todos los extranjeros), conoció y entabló amistad con el joven Tanis Semielfo, quien más tarde colaboró en su trabajo. Más tarde conoció también a Sturm Brightblade, a los hermanos Majere y a la hermanastra de estos, Kitiara Uth Matar. Con ellos vive numerosas aventuras relatadas en los libros Crónicas de la Dragonlance.
La muerte de este enano gruñón es en el tomo III de Crónicas de la Dragonlance. Muere de un ataque al corazón en un intento despavorido de atrapar al Hombre Eterno (el cual había huido)
Nota: el encuentro de Flint con los hermanos Majere y Sturm Brightblade se narra en los tomos "La forja de un Túnica Negra".
- Datos: Q2269320